# Ploms ibers de Pech Maho
Els ploms ibers de Pech Maho són quatre làmines de plom amb inscripcions en escriptura ibèrica nord-oriental, que es van trobar al jaciment arqueològic de Pech Maho el 1979. Els ploms es troben ara en el Museu de les Corberes de Sijan, a l'estat francés.

## Localització
El jaciment arqueològic de l'oppidum preromà de Pech Maho, proper a Narbona, es troba en el límit entre l'àrea cultural dels lígurs i els ibers. Entre altres inscripcions, s'han trobat al mateix indret textos en grec antic i en etrusc.

## Transcripció
Plom I
eisbur/ebal [?]
bakasketai/sures
tinir:baiteskike:
norobor:atinbur
ikei:kuleskere:
bastike:leisir:bilos
tibas:tikirsbin:
botuoris:basbin:bokals
or:atine:belesbas:
arsbin:kanbuloike
bakasketai:kiskerbon:
esuresunir:
selkibor/a/salkitei
ke:kanbuloi/lereuti
nir:bekortoisabe
lir:tateiarika[ne]
abelkirtika:n/tateia
rikane:baiteskike:kul
eskere:iltirsar
atinkere:abon:a[ti]
nbin:lituris:uasti
sota:toilakoni:basti
r:alasbur:wino:abo
eike